# Швейцарський інвентар культурних цінностей національного та регіонального значення

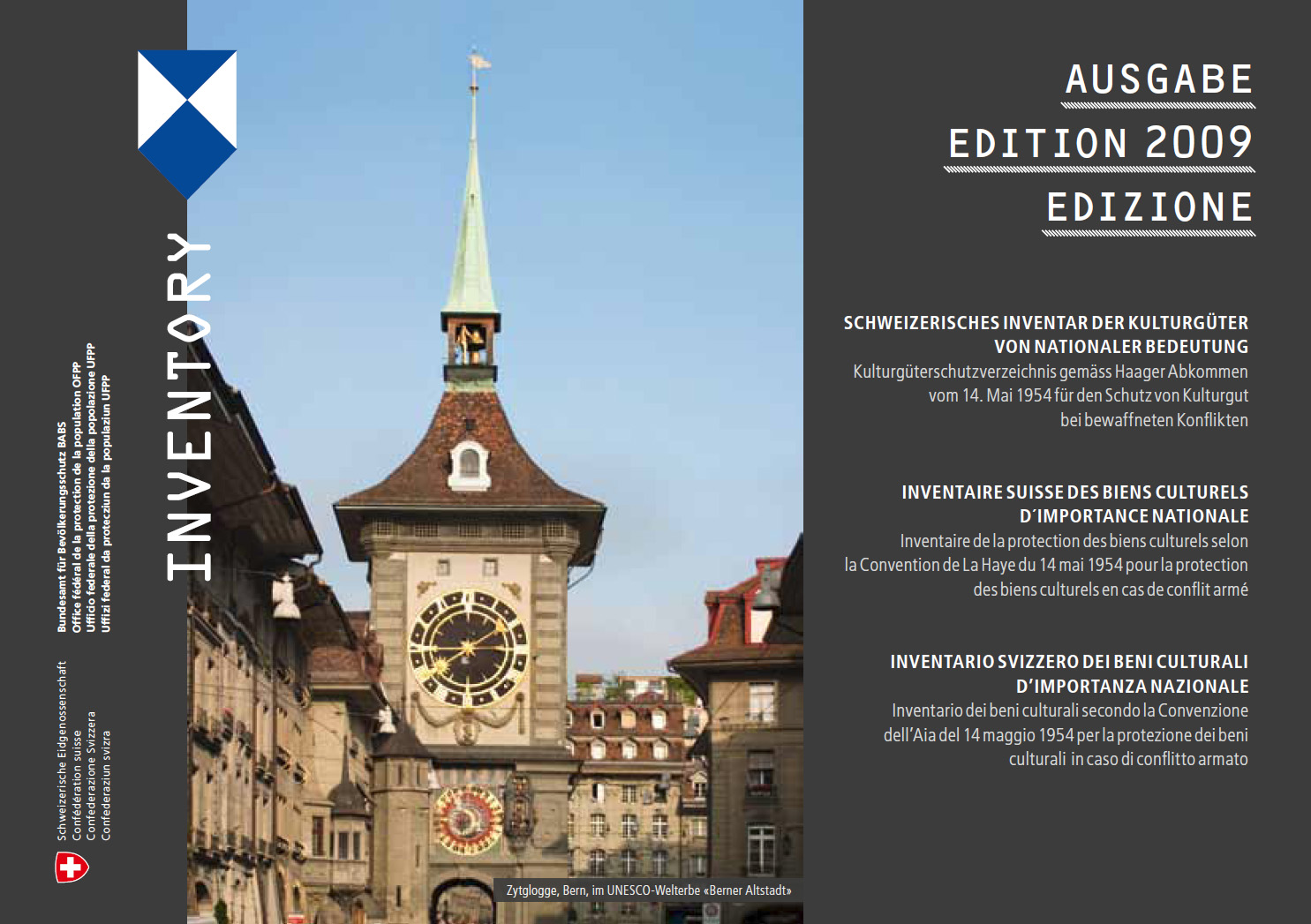
Обкладинка видання Інвентаря 2009 року, на якій зображено Цитґлоґґе в Берні та синій щит Гаазької конвенції.

Швейцарський інвентар культурних цінностей національного та регіонального значення (нім. Schweizerisches Inventar der Kulturgüter von nationaler und regionaler Bedeutung; фр. Inventaire suisse des biens culturels d'importance nationale et régionale; італ. Inventario dei beni culturali svizzeri d'importanza nazionale e regionale) — це реєстр культурних цінностей у Швейцарії. Він був створений відповідно до статті 5 другого протоколу до Гаазької конвенції про захист культурних цінностей у випадку збройного конфлікту, яка передбачає створення національних реєстрів культурних цінностей.

## Обсяг
Реєстр містить як рухомі, так і нерухомі об'єкти культурної спадщини, включаючи старі міста, квартали, площі, села, сакральні споруди, будинки, замки, мости, пам'ятники, археологічні пам'ятки та колекції. Його записи класифікуються на дві групи: об'єкти національного значення (клас А) та об'єкти регіонального значення (клас В). Вибір ґрунтується на значущості об'єктів у галузях історії, естетики, мистецтва, типології, етнографії, соціальних досліджень та інших наукових дисциплін, а також на їхній рідкісності. Об'єкти суто місцевого значення не включаються; вони можуть бути зареєстровані окремо кантональними органами влади.

## Історія публікації

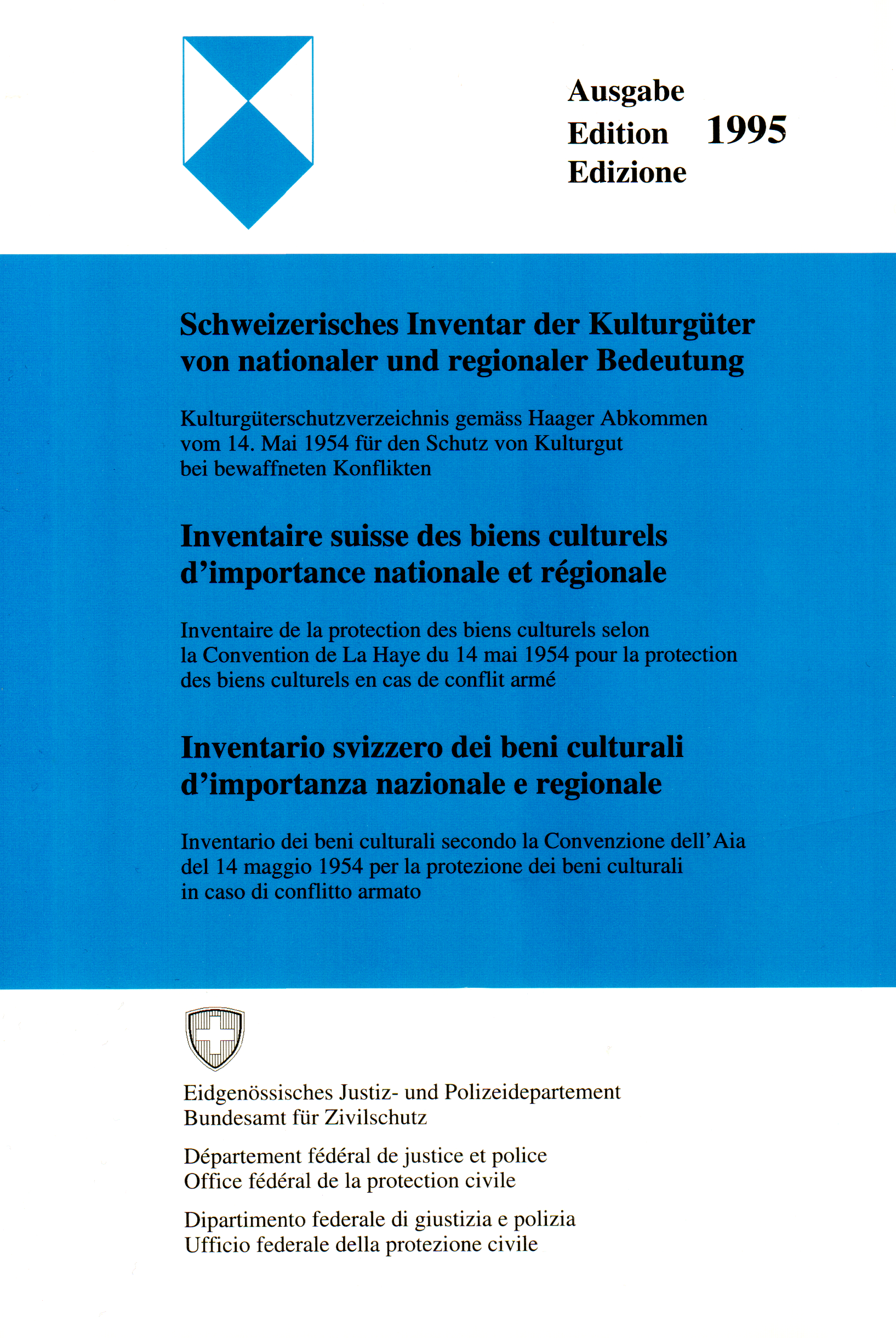
Обкладинка видання 1995 року

Реєстр готується Федеральним управлінням цивільного захисту у співпраці з кантональними органами влади та офіційно затверджується Федеральною радою. Вперше він був опублікований у 1988 році та перевиданий в оновленому вигляді у 1995 та 2009 роках. Редакція 2009 року охоплює лише об'єкти класу А, тоді як об'єкти класу В мають бути переглянуті та оновлені пізніше. До того часу списки об'єктів класу В, що публікуються Управлінням, включають об'єкти класу В з інвентаря 1995 року, пропозиції щодо нових або змінених об'єктів класу В, подані кантональними органами, та колишні об'єкти класу А, які не були збережені як об'єкти національного значення в редакції 2009 року.
Федеральне управління цивільного захисту зробило реєстр об'єктів класу А 2009 року (станом на 1 квітня 2010 року) доступним в Інтернеті у вигляді географічної інформаційної системи та як набір PDF-документів. Друкований каталог (публікація № 408.980) був опублікований у 2010 році.

### Цитовані джерела
1. ↑  Список об'єктів класу B [Архівовано 7 січня 2017 у Wayback Machine.] отримано 16 серпня 2016

### Додаткова література
- Revision of the PCP Inventory (Revision des KGS-Inventars). KGS Forum. Федеральне управління цивільного захисту (13/2008). 2008.